# Крефт, Братко
Братко Крефт (словен. Bratko Kreft; *11 февраля 1905, Марибор — †17 июля 1996, Любляна) — словенский писатель, литературовед, член Словенской академии наук и искусств, почётный доктор Киевского университета.

## Биография
Изучал славистику в Венском и Люблянском университетах.
1957—1960 был профессором русской литературы Люблянского университета.
В автобиографическом романе «Человек среди черепов» (1929) показал влияние революционных событий 1917 года на словенскую молодежь. В исторических драмах «Цельские графы» (1955), «Людишки» (1948), «Большой бунт» (1946), «Крайнские комедианты» (1946) на широком социальном фоне Братко Крефт изображает рост патриотических чувств словенского народа на разных исторических этапах. Драма «Баллада о поручике и Марютке» (1960) создана по мотивам рассказа «Сорок первый» Б. Лавренёва.
Популяризировал украинскую литературу в Словении. Опубликовал статью «Тарас Шевченко» в словенском еженедельнике «Naši razgledì» («Наши обзоры», 1961, 25 марта); вариант статьи напечатан белградским еженедельник «Književne novine» («Литературная газета», 1961, 17 апреля).
Находясь в Киеве, Братко Крафт опубликовал статью «За дружбу!» («Литературная газета», 1958, 17 октября), где писал о популярности украинского поэта в Словении, о словенско-русских и словенско-украинских литературных отношениях. Его статья «Тургенев и Марко Вовчок» опубликована в сборнике «Наука и культура. Украина». (К., 1984).